# Joan Andreu i Moragas
Joan Andreu i Moragas (Barcelona, 1900 - València, 1965) és un cineasta i director de cinema català.

## Biografia
El 1912, encara un nen, va començar a treballar per Pathé Frères com a aprenent, el 1916 fou oficial d'operador i arribaria a programador cap a Palma el 1921. El maig de 1921 va dirigir per Gaumont Homenaje a Blasco Ibáñez, un encàrrec de l'Ajuntament de València. El 1922 fou nomenat gerent de la distribuïdora Julio César de València, on es va establir definitivament. Allí va crear Film Artística Nacinal, un laboratori de revelat i muntatge, alhora que rodava nombrosos reportatges de temàtica valenciana (futbol, espectacles, festes, esdeveniments) i des del 1924 organitza les seves pròpies productores Ediciones Andreu Films, Film Artística Valenciana, amb l'actor Pepín Fernández, i Llama Films amb Josep Maria Maristany i Antonio Llopis. També va col·laborar amb Santiago Rusiñol i Maximilià Thous i Llorens. Durant la dècada del 1930 va reduir la seva activitat, però és recordat per haver dirigit la primera pel·lícula rodada íntegrament en valencià, El fava de Ramonet, que va tenir un gran èxit malgrat evidents deficiències en el so.
Durant la guerra civil espanyola es va retirar a Serra i es va mostrar inactiu. En acabar el conflicte torna a València i és nomenat corresponsal del NO-DO a València, càrrec que va ocupar fins a la seva mort el 1965 i en el que fou substituït pel seu fill Juan Andreu Espí. Moltes de les seves pel·lícules no es conserven.

## Filmografia
- Homenaje a Blasco Ibáñez (1921)
- Coronación de la Virgen de los Desamparados (1923),
- El entierro del pintor Joaquín Sorolla (1923)
- La barraqueta del Nano (1924)
- Cipriano Comendador (1924).
- La trapera (1925) amb J.Fernández i E.Guerrero.
- La mà del mico (1926)
- El idiota (1926)
- Gratitud (1926)
- Moros y cristianos (1926)
- Los amores de un torero o Bombones y Caireles (1927)
- El rey de copas (1927)
- Valencia, protectora de la infancia (1928)
- Todo por una mujer (1931)
- Blasco Ibáñez y Valencia (1933)
- El fava de Ramonet (1933)